# 日本ゴルフツアー協会
一般社団法人日本ゴルフツアー協会（ニホンゴルフツアーキョウカイ、英: Japan Golf Tour Association、略: JGTA）は、2012年10月4日設立され、株式会社ライクスポーツ(代表取締役：藤田幸柱)が運営していた全国男女ジュニア競技会である日本ジュニアゴルフツアー（JJGT、英:Japan junior Golf Tour）を引き継ぎ、現在に至るまで全国ジュニアゴルフツアーについて主催・主管・運営を行っている組織で、現在3,300人以上のジュニア会員が登録されて日々の競技会で活躍している。2021年度よりゴルフ界のイノベーション事業として、男女プロアマ賞金大会であるWDCツアーが本格化する。

## 概要
ひとりでも多くのジュニアゴルファーが心身鍛錬や技術の向上、磨き合う場を数多く経験してもらえるよう、2010年度から始まった「日本ジュニアゴルフツアー（JJGT）」を主催・運営している日本ゴルフツアー協会は、全国各地でジュニア育成の為のゴルフ競技会を毎週土日祝日に全国で年間100大会以上主催している。
現在3,700人以上のジュニア選手が登録されており、本競技会を通じてゴルフスキルの向上は勿論としてルールやマナー、エチケットをきちんと覚えていただくものとして運営されている。本競技会を通じて毎年多くのジュニア選手達が日本代表として韓国、ハワイ、グアム、オーストラリア、アメリカ本土などの国際大会に派遣され、ゴルフを通じた競技能力のレベルアップと国際交流の貴重な体験をしている。
大会では、安全と運営に支障のないよう保護者もスコアラーとして競技会に参加し、子供達のレベルと技量を再確認するツアーとして、さらに教育の場として大いに活用されており、JJGT競技会において成績の優れた選手には国際大会やプロトーナメントへの出場権が付与され、将来のスーパースターの登竜門として用いられている。

## 主催大会
- 全日本ジュニアグランドチャンピオン全国大会